# Apanteles delphinensis
Apanteles delphinensis är en stekelart som beskrevs av Granger 1949. Apanteles delphinensis ingår i släktet Apanteles och familjen bracksteklar. Inga underarter finns listade i Catalogue of Life.